# 劍橋英語教學能力認證
劍橋英語教學能力認證（英語：Teaching Knowledge Test，TKT），是專業認證，專注於以英語為第二語言或外語（EFL）師資的核心教學概念。與成人英語教學認證不同的是，TKT不包含實際教學的元素，且更專注於英語語言教學的專業術語，而不是英語語言教學課程的實際運用、課程準備以及知識傳遞。TKT考試以選擇題為主，分為三種核心模組，可以一起考取或者個別隨機考取。

## 簡介
劍橋大學考試委員會（University of Cambridge Local Examinations Syndicate）是權威的教育測試機構。英語教學能力證書（TKT）是劍橋大學考試委員會外語考試部（Cambridge ESOL）專為英語教師開發設計的證書考試。劍橋大學外語考試部自1913年開始推廣英語考試專案，至今已推出一系列針對英語學習者及英語教師的考試、證書與文憑。
TKT是為母語為非英語國家的中小學或成人英語教師研發的英語教學能力證書，主要測試考生對語言及語言應用基本概念的掌握，以及對教學與學習的背景知識及實踐過程的把握。該證書具有國際水準，考生可以借此進一步豐富教學專業知識，拓展事業發展前景。
通過準備及參加TKT考試，考生可以：

1.熟悉與語言、語言應用相關的基本概念，掌握教學與學習的背景知識及實踐過程。

2.進一步豐富教學專業知識，拓展事業發展前景。

3.為參加更高級別師資證書考試做準備。

4.為考生奠定了教師職業生涯的發展基礎。

## 考試特點
1.TKT考試為中小學英語教學評估設立國際標準，為在職教師及教師的後備隊伍提供專業權威的教學指導；

2.TKT是目前國際上唯一能夠滿足一定規模測試需求的紙筆考試，也可選擇電腦考試；

3.TKT考試是英語教學能力的初級證書，能夠為目前中國尚且薄弱的中小學英語教師隊伍建立良好的基礎。鼓勵教師在職業發展道路上邁出第一步

4.TKT試題的模式為客觀題，既方便組織者實施，又方便考生參考。

## 報考條件
1.參加TKT的考生應具有中級英語水準，如PET（Preliminary English Test），雅思4分，或相當於歐洲語言教學參考標準B1級別；但TKT不要求考生必須持有某種語言資格證書。

2.參加TKT考試的考生應具備一定教學經驗，但這不是絕對的。沒有教學經驗的考生或希望進一步豐富及更新自身教學知識的在職英語教師，或是想由其他科目轉為教授英語的教師都可以參加TKT考試。

3.有些考點可能提供備考TKT的培訓課程。

## 考試內容
TKT包含五個證書：

證書1.語言及語言教學背景知識

證書2.計畫制定及教學資源利用

證書3.教學組織與學習過程管理

證書4.英語語言知識

證書5.學科內容與語言整合教與學

考生可以分別參加各個證書的考試，沒有先後順序。

TKT每個考試均包含80道選擇題，考試時間為80分鐘；TKT重點考核考生所掌握的教學知識，而不考察考生的英語語言能力。（請見下表所示各證書考核內容說明）

## 內容說明

### 證書考核內容
- 證書1

語言及語言學習、語言教學背景知識（Language and background to language teaching and Learning）

此證書主要測試在英語語言教學中用來描述語言、語言應用及語言技能的常用術語及概念。例如：

1.語言及語言應用：名詞，連詞，從句，音素，重音，首碼，同義詞，邀請，建議，同意。

2.語言技能：略讀，精讀，聽要點，通過聽判斷說話者態度，準確度，流利度，寫主題句，擬草稿，編輯等。

3.測試考生對影響英語學習因素的瞭解，教師如何根據不同學習者的特性因材施教，同時測試考生對英語學習過程及對教學的影響的瞭解。

4.測試考生在處理學生的差別，學習進程時所選擇教學方法的知識的掌握。包括教什麼和怎麼教。該模組還考察教、學過程和活動的知識、概念和術語，如：重複、提示、解釋、配對等。
- 證書2

課程計畫制定及教學資源利用

1.此證書考察考生如何準備一堂課或一系列課程，包括如何進行教學評估。考察考生在備課時使用資源,材料和教具的知識。

2.考核教師如何將教學目的轉換到一堂課或是一系列課程上，選擇和使用恰當的課堂活動以適合於各類學生，以及選擇和使用恰當的考核方式.
- 證書3

課堂教學組織與學習過程管理（Managing the teaching and learning process）

此證書主要考核考生在教學策略方案方面的知識，以適用于教師有效控制課堂（如課堂交流的形式，活動的不同種類、頻率、更正學生口語錯誤的技巧）以及教師在上課的不同階段所應承擔的角色任務。
- 證書4

英語語言知識

TKT: Knowledge about Language

此證書從英語教學角度考查考生詞彙、語音、語法和話語分析方面的知識。同時也側重考查考生對於學生的語言需求（例如，語言概念理解；意義與形式；仲介語；錯誤及其它語言學難點。）
- 證書5

學科內容與語言整合教與學

TKT: Content and Language Integrated Learning

此證書主要針對學科教學教師及英語教師需要進行學科教學而設計。從教學的角度考查考生學科教學方法和學科知識，包括教學計畫，教學和考核方法。同時也側重考查考生對於學生的學習需求（例如內容、語言、交流溝通、認知）和學習策略培養。

## 外部連結
- （英文）官方网站
- （英文）劍橋英語教學能力認證的Facebook專頁
- （繁體中文）劍橋英檢官方網站（页面存档备份，存于）